# Olympiakos
Olympiakos (Grško: ΠΑΕ Ολυμπιακός), tudi poznan kot Olympiacos, Olympiacos Piraeus ali s polnim imenom Olympiacos C.F.P. (Grško: Oλυμπιακός Σύνδεσμος Φιλάθλων Πειραιώς) je grški nogometni klub iz Pireja.
Olympiakos je najuspešnejši nogometni klub v zgodovini Grčije, saj je osvojil kar 48 naslovov državnega prvaka, 29 pokalnih lovorik in 4 grške super pokale, kar je več kot katerikoli grški klub. Je eden od le treh klubov, ki nikoli niso izpadli iz 1. lige. 
Klub igra na stadionu Karaiskakis v Pireju. Olympiakos je najbolj popularen klub v Grčiji, saj ima okoli 2,5 milijona privržencev in 83.000 registriranih članov.
Največji rival kluba je Atenski Panathinaikos. Olympiacos so tudi aktualni grški prvaki.